# Kevin James
Kevin James, pseudonimo di Kevin George Knipfing (Mineola, 26 aprile 1965), è un attore, comico, sceneggiatore e produttore cinematografico statunitense.

## Biografia
Si trasferisce con la famiglia in tenera età a Stony Brook, sempre nello stato di New York. Al liceo si dedica al wrestling dove conosce la futura star della WWE Mick Foley. Dopo il 1983 comincia a studiare football management per dedicare la vita a questo sport, ma ben presto capisce che questa non è la sua strada. Alla ricerca di qualcosa oltre lo sport inizia, nell'estate del 1986, una serie di piccoli lavoretti. Prova tra le altre cose ad ottenere con successo una parte in un piccolo teatro. Innamorato della recitazione inizia a recitare in teatri a Long Island e abbandona il suo vero cognome per quello di James. Suo fratello, anch'egli attore, si farà chiamare Gary Valentine. Nel 1989, Kevin James debutta all'East Comedy Central come comico e ottiene un deciso successo. Seguono una serie di apparizioni in alcuni dei templi della comicità televisiva americana, tra cui The Tonight Show with Jay Leno nel 1992.
La sua prima apparizione in televisione è nel telefilm Tutti amano Raymond. Lo scrittore e protagonista di questo telefilm, Ray Romano, è un suo grande amico e proprio lui aveva proposto di farlo entrare nel cast. Kevin è però famoso per il telefilm The King of Queens di cui è protagonista, e per il quale è stato anche nominato agli Emmy Awards. Ha prestato la voce per il film d'animazione del 2006, Monster House; è poi apparso nei film Hitch - Lui sì che capisce le donne e Io vi dichiaro marito e marito. Nel 2009 è protagonista della commedia Il superpoliziotto del supermercato, con produzione della Happy Madison di Adam Sandler, già protagonista insieme a lui in Io vi dichiaro marito e marito. Nel 2010 gira la commedia Un weekend da bamboccioni con Adam Sandler e Chris Rock. Nel 2012 partecipa al film Colpi da maestro.

## Vita privata
James è sposato con Steffiana De La Cruz dal 2004 e la coppia ha avuto quattro figli.

## Filmografia

### Attore

#### Cinema
- Hitch - Lui sì che capisce le donne (Hitch), regia di Andy Tennant (2005)
- Grilled, regia di Jason Ensler (2006)
- Io vi dichiaro marito e... marito (I Now Pronounce You Chuck and Larry), regia di Dennis Dugan (2007)
- Zohan - Tutte le donne vengono al pettine (You Don't Mess with the Zohan), regia di Dennis Dugan [2008) - cameo
- Il superpoliziotto del supermercato (Paul Blart: Mall Cop), regia di Steve Carr (2009)
- Un weekend da bamboccioni (Grown Ups), regia di Dennis Dugan (2010)
- Il dilemma (The Dilemma), regia di Ron Howard (2011)
- Il signore dello zoo (Zookeeper), regia di Frank Coraci (2011)
- Colpi da maestro (Here Comes the Boom) regia di Frank Coraci (2012)
- Un weekend da bamboccioni 2 (Grown Ups 2), regia di Dennis Dugan (2013)
- Il superpoliziotto del supermercato 2 (Paul Blart: Mall Cop 2), regia di Andy Fickman (2015)
- Little Boy, regia di Alejandro Monteverde (2015)
- Pixels, regia di Chris Columbus (2015)
- Autobiografia di un finto assassino (True Memoirs of an International Assassin), regia di Jeff Wadlow (2016)
- The Changeover, regia di  Miranda Harcourt e Stuart McKenzie (2017)
- Sandy Wexler  (Sandy Waxler), regia di Steven Brill (2017)
- Becky, regia di Cary Murnion e Jonathan Milott (2020)
- Hubie Halloween, regia di Steven Brill (2020)
- Home Team, regia di Charles Francis Kinnane, Daniel Kinnane (2022)

#### Televisione
- Cosby - serie TV, 1 episodio (1998)
- Tutti amano Raymond (Everybody Loves Raymond) - serie TV, 8 episodi (1996-1999)
- The King of Queens - serie TV, 206 episodi (1998-2007)
- Più forte ragazzi (Martial Law) - serie TV, 1 episodio (1999)
- Becker - serie TV, 1 episodio (1999) - non accreditato
- Arli$$ - serie TV (2001)
- Elmo's Christmas Countdown, regia di Gary Halvorson - film TV (2007)
- Liv e Maddie - serie TV, 1 episodio (2015)
- Kevin Can Wait - serie TV (2016-2018)
- The Crew - serie TV (2021)

### Doppiatore
- Pinocchio, regia di Roberto Benigni (2002) - versione inglese
- Monster House, regia di Gil Kenan (2006)
- Barnyard - Il cortile (Barnyard), regia di Steve Oedekerk (2006)
- Hotel Transylvania, regia di Genndy Tartakovsky (2012)
- Hotel Transylvania 2, regia di Genndy Tartakovsky (2015)
- Hotel Transylvania 3 - Una vacanza mostruosa (Hotel Transylvania 3: Summer Vacation), regia di Genndy Tartakovsky (2018)

### Sceneggiatore
- Tutti amano Raymond (Everybody Loves Raymond) - serie TV, 1 episodio (1997)
- The King of Queens - serie TV, 6 episodi (1999-2003)
- Kevin James: Sweat the Small Stuff, regia di Paul Miller - documentario (2001)
- Il superpoliziotto del supermercato (Paul Blart: Mall Cop), regia di Steve Carr (2009)
- Il signore dello zoo (Zookeeper), regia di Frank Coraci (2011)
- Colpi da maestro (Here Comes the Boom) regia di Frank Coraci (2012)
- Il superpoliziotto del supermercato 2 (Paul Blart: Mall Cop 2), regia di Andy Fickman (2015)

### Produttore
- The King of Queens - serie TV, 74 episodi (1999-2002)
- Kevin James: Sweat the Small Stuff, regia di Paul Miller - documentario (2001)
- Il superpoliziotto del supermercato (Paul Blart: Mall Cop), regia di Steve Carr (2009)
- Il signore dello zoo (Zookeeper), regia di Frank Coraci (2011)
- Colpi da maestro (Here Comes the Boom) regia di Frank Coraci (2012)
- Il superpoliziotto del supermercato 2 (Paul Blart: Mall Cop 2), regia di Andy Fickman (2015)

## Riconoscimenti
- 2015 – Teen Choice Awards[1]
  - Candidatura come miglior attore in un film commedia per Il superpoliziotto del supermercato 2

## Doppiatori italiani
Nelle versioni in italiano delle opere in cui ha recitato, Kevin James è stato doppiato da:
- Vittorio De Angelis ne Il superpoliziotto del supermercato, Un weekend da bamboccioni, Il signore dello zoo, Un weekend da bamboccioni 2, Il superpoliziotto del supermercato 2, Pixels
- Fabrizio Vidale in The King of Queens, Il dilemma, Autobiografia di un finto assassino, The Crew, Home Team
- Massimo De Ambrosis in Io vi dichiaro marito e... marito, Sandy Wexler, Hubie Halloween
- Riccardo Rossi in Hitch - Lui sì che capisce le donne
- Roberto Stocchi in Tutti amano Raymond
- Sergio Lucchetti in Colpi da maestro
- Paolo Marchese in Liv e Maddie
- Walter Rivetti in Becky

Da doppiatore è sostituito da:
- Paolo Marchese in Hotel Transylvania, Hotel Transylvania 2, Hotel Transylvania 3 - Una vacanza mostruosa
- Fabrizio Vidale in Barnyard - Il cortile
- Simone Mori in Monster House